# Petru I
Petru I (Fiul lui Ștefan)[A] (n.  ? – d. 1368) a fost domn al Moldovei de la sfârșitul anului 1367 până după iulie 1368. Petru I a fost fiul mezin al lui Ștefan Voievod, fiul cel mare al lui Bogdan I.

## Domnie
Deoarece Ștefan Voievod, moștenitorul de drept al tronului Moldovei, a murit în anul 1358, după moartea lui Bogdan I în anul 1367, domnia Moldovei a fost disputată de cei doi fii ai lui Ștefan Voievod, Petru și Ștefan. Petru, deși a fost mezinul a fost susținut de majoritatea românilor și de provincialii unguri, adică maramureșenii din Moldova și și-a însușit domnia. În aceste condiții, fratele său Ștefan, împreună cu o seamă de boieri s-au dus la curtea lui Cazimir cel Mare al Poloniei să ceară sprijin pentru așezarea în scaun în schimbul legământului de fidelitate și de supunere.
Astfel, la 30 iunie 1368, Ștefan, însoțit de armatele poloneze din părțile Cracoviei, Sandomirului, Dublinului și Rusiei Roșii, a intrat în Moldova, dar a fost înfrânt de armata moldoveană în bătălia de la Codrii Plonini, în cursul căreia au fost prăvăliți copaci peste armata lui Ștefan și dintr-o parte și dintr-alta a drumului. De asemenea, o parte dintre românii din armata lui Ștefan au trecut în timpul bătăliei de partea lui Petru.
Iată ce relata un cronicar polonez anonim despre campania lui Ștefan:
„Dar această expediție fu nefericită. Petru știu să nimicească pe poloni și rămase principe al Moldovei, [și] împăcându-se apoi cu fratele său. Acesta cârmui partea de răsărit sau Basarabia din acest timp, și Petru păstră pentru sine partea apuseană sau Moldova prezentă.”
Așadar, după Bătălia de la Codrii Plonini, Petru I s-a împăcat cu fratele său acordându-i stăpânirea Basarabiei, adică a Bugeacului și, deci, în vremea sa Țara Moldovei se întindea din nord de la Codrii Plonini, dintre Prut și Nistru, până în Bugeac.
Soarta lui Petru I și a fratelui său Ștefan după jumătatea anului 1368 nu este cunoscută. Nu se cunosc date despre moartea lui Petru I și nici locul mormântului său. Se presupune, însă, că mormântul său ar fi unul dintre cele trei morminte aflate în prima biserică de la Rădăuți, în naosul actualei biserici episcopale Sfântul Nicolae.